# Paola Espinosa
Paola Milagros Espinosa Sánchez (La Paz, 31 de julho de 1986) é uma saltadora do México. 

## Carreira
Representou seu país nos Jogos Olímpicos de 2004 em Atenas e tambem nos Jogos Olímpicos de 2008 em Pequim. Ela ganhou a medalha de bronze na plataforma de 10 metros sincronizado com sua parceira Tatiana Ortiz.

### Roma 2009
Espinosa ganhou a medalha de ouro na plataforma de 10 m no Campeonato Mundial de Esportes Aquáticos de 2009 em Roma, na Itália.

### Rio 2016
Espinosa chegou terminou em 4º lugar nas finais da plataforma individual.